# Сербијан боул XIV
Сербијан боул XIV (енгл. Serbian Bowl XIV) је четрнаесто издање финала Прве лиге Србије у америчком фудбалу. Одиграно је 8. јула 2018. године на стадиону Чика Дача у Крагујевцу. Састали су се домаћа екипа Вајлд борса и гостујући Вукови из Београда. Утакмица је завршена победом Вајлд борса резултатом 54:36, чиме је екипа из Крагујевца освојила осму укупно, а трећу узастопну титулу првака Србије у америчком фудбалу у својој историји.